# Ctenopseustis obliquana
Planotortrix excessana (tên tiếng Anh: Brownheaded leafroller) là một loài bướm đêm thuộc họ Tortricidae. Nó là loài bản địa New Zealand và được du nhập vào Hawaii.
Sải cánh có thể lên đên 25 mm.
Ấu trùng ăn các loài nhiều loại cây, bao gồm nhiều cây lá rộng như Eucalyptus, Quercus, Acacia, Larix, Picea, Pinus và Pseudotsuga.

## Hình ảnh

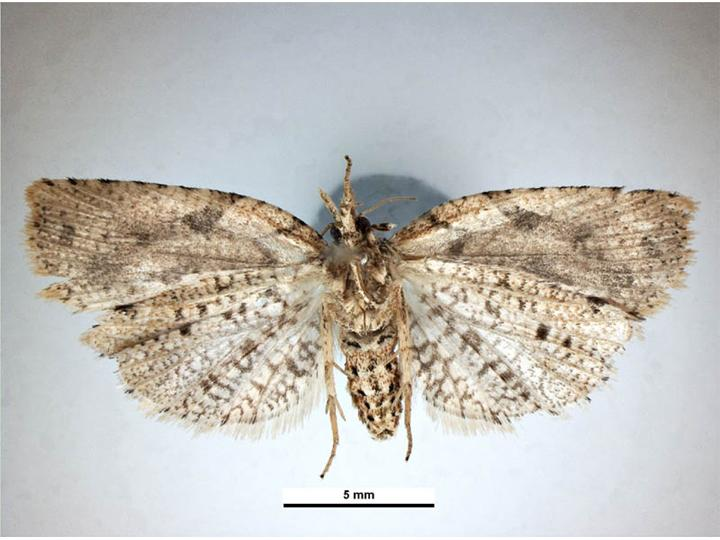
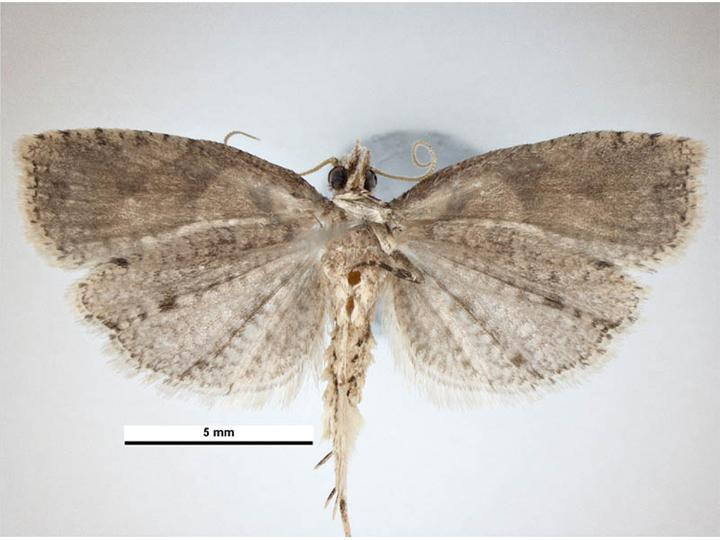